# 沢樹マイカ
沢樹 マイカ（さわき まいか、1988年1月19日 - ）は、エイベックス・アーティストアカデミー出身の女性ソロシンガー。
茨城県出身。愛称は「まいまい」「まいそん」。

## 来歴
1988年1月19日、茨城県で生まれる。3人兄妹の長女（妹と弟がいる）。出生時、母親は20歳だったという。
常磐大学高等学校卒業後、大学に通いながらエイベックス・アーティストアカデミーでレッスンを受ける。2008年4月2日に、サイバーエージェントのグループ会社である、株式会社シーエー・モバイルが立ち上げた新レーベル「CAMエンタテインメント」から、シングル「believed」でデビュー。このシングルに収録されたタイトルチューン“believed”と、カップリング曲“君を見つけるよ”は、日本テレビ「歌スタ」の審査員等で活躍中の、葛谷葉子が詩・曲を提供している。
2008年8月13日には、2ndシングル「Shining Star」をリリース。カップリング曲“優しい雨”では、沢樹マイカ本人が初めて作詞を行った。
また、このリリース時に地元・茨城のCD SHOP「ブックエース」各店でインストアライブを行っている。
2009年末には、バンド『CHECKER FLAG FROGS』のボーカルとして活動をスタート。1stシングル「流星群」は、2011年テレビ東京系「女子ブロ」4月〜5月期にエンディングテーマとして起用された。
個人での活動も行なっており、パチンコCR天才バカボン〜v！v！バカボットで「Fighting soul」の歌唱を担当している。

## ディスコグラフィ

### シングル
| 枚  | タイトル     | 発売年月日    | 品番       | 収録内容 |
| --- | ------------ | ------------- | ---------- | --- |
| 1st | believed     | 2008年4月2日  | XNCA-30006 | 1:believed（作詞・作曲：葛谷葉子／編曲：松原憲） 2:君を見つけるよ（作詞・作曲：葛谷葉子／編曲：江上浩太郎） 3:believed（Instrumental） 4:君を見つけるよ（Instrumental）               |
| 2nd | Shining Star | 2008年8月13日 | XNCA-30010 | 1:Shining Star（作詞：岡嶋かな多／作曲：野井洋児／編曲：江上浩太郎） 2:優しい雨（作詞：沢樹マイカ／作曲・編曲：江上浩太郎） 3:Shining Star（Instrumental） 4:優しい雨（Instrumental） |

## 出演

### 舞台
- 東京ポップシップ「おほしさまのなみだ」（2009年12月9日～13日、荻窪メガバックスシアター）
- 東京俳優市場2010春「ヒトカケラ」（2010年4月30日～5月5日、千本桜ホール）[6]
- 劇団ユニット ランニング「みゆき食堂」（2010年7月28日～8月1日、荻窪メガバックスシアター）